# Austroscyphus tjiwideiensis
Austroscyphus tjiwideiensis là một loài rêu trong họ Balantiopsaceae. Loài này được Sande Lac. R.M. Schust. mô tả khoa học đầu tiên năm 1985.